# Secret Chiefs 3
I Secret Chiefs 3 sono gruppo di musica sperimentale dalla formazione molto instabile.

## Storia del gruppo
La mente principale del gruppo è certamente Trey Spruance, chitarrista dei Mr. Bungle. Altri membri dei Mr. Bungle partecipano attivamente al progetto, come Trevor Dunn, Danny Heifetz e Clinton McKinnon. Il suono dei Secret Chief 3 è una raffinata mescolanza di surf rock, musica persiana ed indiana, death metal e colonne sonore di film. I membri della band sono grandi appassionati di occultismo.

## Discografia

### Album in studio
- 1996 - First Grand Constitution and Bylaws
- 1998 - Second Grand Constitution and Bylaws: Hurqalya
- 2001 - Book M
- 2004 - Book of Horizons
- 2008 - Xaphan: Book of Angels Volume 9 (riarrangiamenti di Masada di John Zorn)
- 2013 - Book of Souls folio A

### Live
- 1999 - Eyes of Flesh, Eyes of Flame

### Raccolte
- 2010 - Satellite Supersonic

### DVD
- 2009 - Live at the Great American Music Hall